# Quái vật Jersey

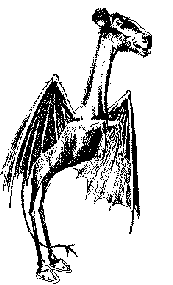
Tranh vẽ mô tả về Quái vật Jersey

Quái vật Jersey hay Quái thú Jersey hay quỷ Jersey là một sinh vật huyền bí hay thuộc dạng quái vật được cho là đã xuất hiện ở Pine Barrens tại miền Nam New Jersey, Hoa Kỳ và đi vào truyền thuyết dân gian của vùng này bắt đầu từ những năm 1800 và vẫn còn tiếp nối đến tận thế kỷ XX. Huyền thoại về quái vật này bắt nguồn từ một truyền thuyết về "Mẹ Leeds", một phù thủy trong vùng đã gọi con quỷ này tới trong khi sinh đứa con thứ 13 của bà ta. Khi đứa trẻ được sinh ra, ngay lập tức nó bị biến thành một sinh vật ma quỷ và bay vào vùng đất trồng nho cằn cỗi.

## Tổng quan
Trong số tất cả các loài sinh vật huyền bí ở Mỹ, quái vật Jersey được xem là sinh vật dữ tợn và bí hiểm nhất. Quỷ Jersey bị người ta đổ lỗi cho những vụ phá hoại hoa màu, những dấu chân lạ và những âm thanh khủng khiếp. Vào đầu những năm 1900, rất nhiều người ở New Jersey và những vùng lân cận đã khẳng định rằng chính họ đã nhìn thấy tận mắt quỷ Jersey hoặc đã nhìn thấy dấu vết về sự xuất hiện của nó thông qua những vết chân lạ. Sự bí ẩn của quái vật Jersey được đề cập trong hàng chục cuốn sách, phim và cả chương trình truyền hình nổi tiếng trên thế giới.
Con quái thú này được cho là ra đời bằng những truyền thuyết từ đầu những năm 1700. Theo câu chuyện dân gian kể lại, vào khoảng thời gian đó, một người phụ nữ ở New Jersey đã sinh ra một con quái vật bị nguyền rủa với cái đầu ngựa, đôi cánh dơi và móng guốc chẻ đôi. Qua nhiều thế kỷ, câu chuyện được thêu dệt thêm bởi những chi tiết hoang đường và bịa đặt. Tuy nhiên, theo cuốn sách “Con quái vật New Jersey” của Loren Coleman, ông khẳng định không có bằng chứng xác thực nào chứng minh nó tồn tại mà đó chỉ là một câu chuyện huyền bí. Tuy nhiên, thực hư về con quái vật kỳ bí này vẫn đang còn bị bỏ ngỏ. Nó trở thành nỗi trăn trở và băn khoăn của nhân loại khi càng ngày câu chuyện, hình ảnh về chúng thêm đặc biệt và bí hiểm.

## Đặc điểm

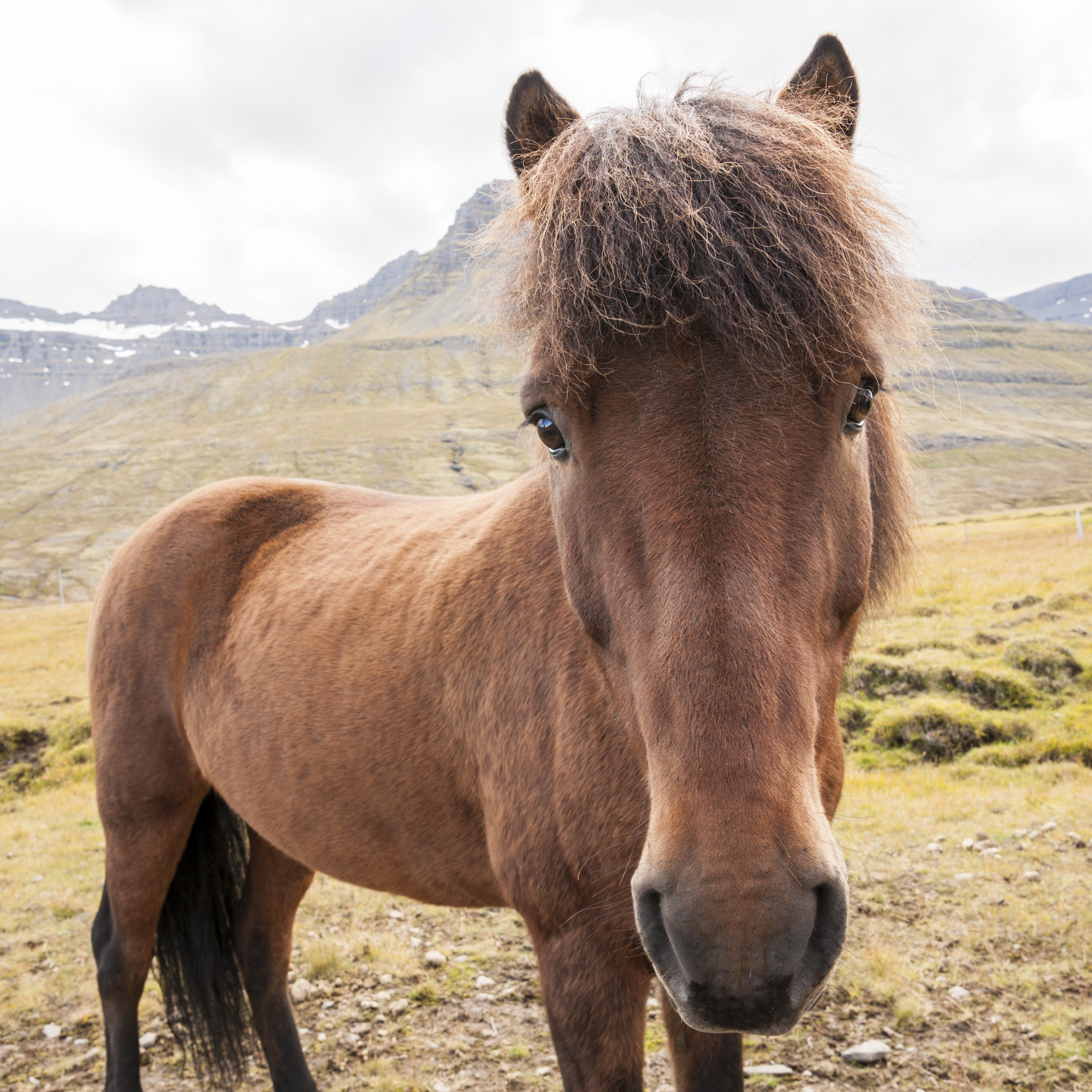
Quỷ Jersey có khuôn mặt của một con ngựa

## Giả thiết

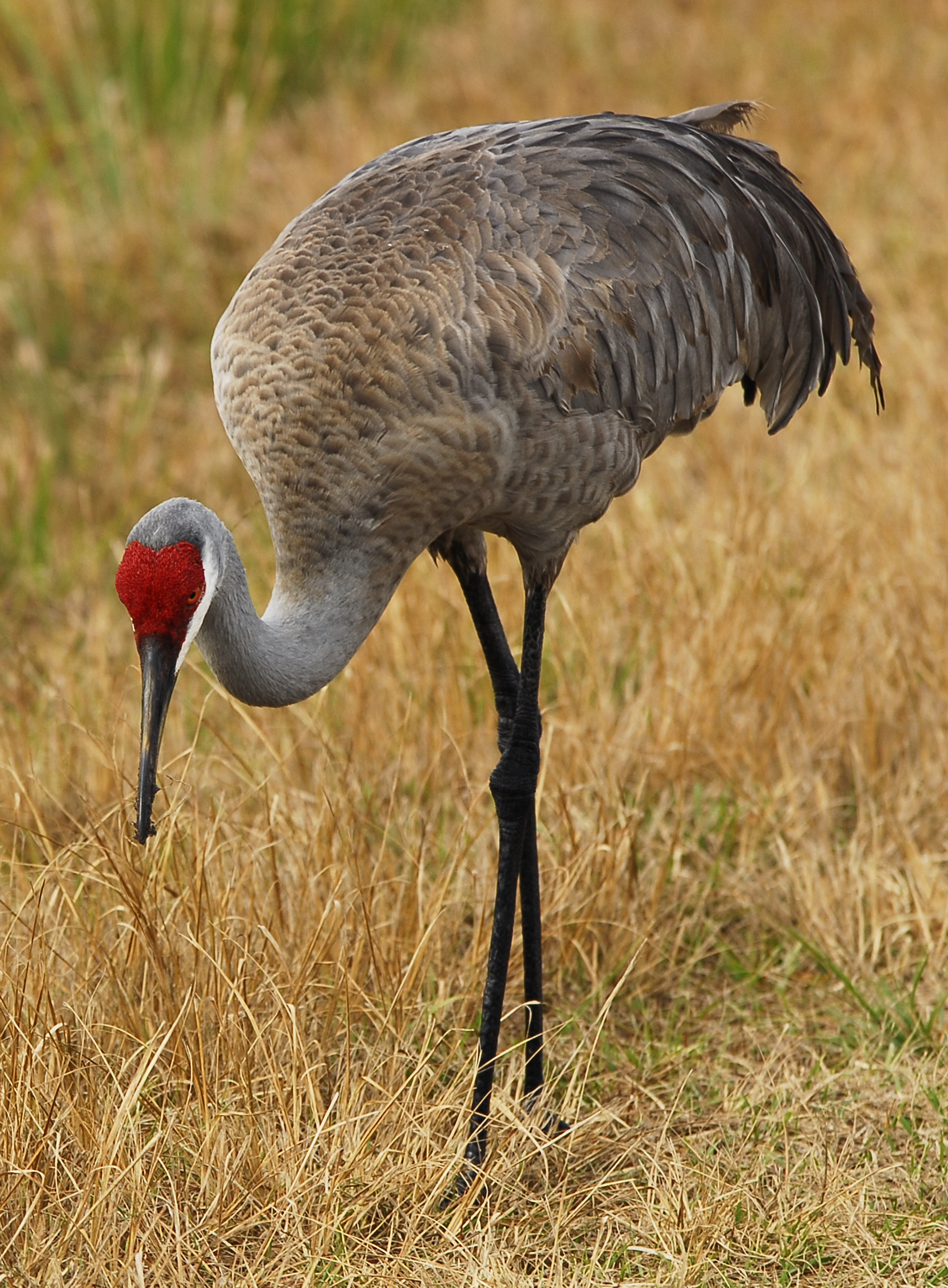
Sếu đồi cát, một nghi phạm của lời đồn